# 可截短質數
可截短質數是在特定進位制下，位數中不包括0的特定質數。
可左截短質數是指若從最高位數起，由左側依序刪除數字，其結果都是質數的數。例如9137，因為由左側依序刪除數字，得到的9137, 137, 37及7均為質數，因此是可左截短質數，在此文中會以十進制為準。
可右截短質數是指若從最低位數起，由右側依序刪除數字，其結果都是質數的數。例如7393，因為由右側依序刪除數字，得到的7393, 739, 73及7均為質數，因此是可右截短質數。
十進制的可左截短質數共有4260個：
2, 3, 5, 7, 13, 17, 23, 37, 43, 47, 53, 67, 73, 83, 97, 113, 137, 167, 173, 197, 223, 283, 313, 317, 337, 347, 353, 367, 373, 383, 397, 443, 467, 523, 547, 613, 617, 643, 647, 653, 673, 683, 743, 773, 797, 823, 853, 883, 937, 947, 953, 967, 983, 997, 1223, 1283, 1367 ... （OEIS數列A024785）
最大的是24位數的357686312646216567629137.
十進制的可右截短質數共有83個，以下是完整列表：
2, 3, 5, 7, 23, 29, 31, 37, 53, 59, 71, 73, 79, 233, 239, 293, 311, 313, 317, 373, 379, 593, 599, 719, 733, 739, 797, 2333, 2339, 2393, 2399, 2939, 3119, 3137, 3733, 3739, 3793, 3797, 5939, 7193, 7331, 7333, 7393, 23333, 23339, 23399, 23993, 29399, 31193, 31379, 37337, 37339, 37397, 59393, 59399, 71933, 73331, 73939, 233993, 239933, 293999, 373379, 373393, 593933, 593993, 719333, 739391, 739393, 739397, 739399, 2339933, 2399333, 2939999, 3733799, 5939333, 7393913, 7393931, 7393933, 23399339, 29399999, 37337999, 59393339, 73939133 （OEIS數列A024770）
最大的是8位數的73939133。所有超過5的質數的個位數只會是1,3,7和9，而可右截短質數在計算過程中，每一位數都有機會成為個位數，因此除了最高位數外，其他位數都需是1,3,7,9中的數字。
若一個可右截短質數，其右側不論加什麼數字都不會是質數，則稱為限制可右截短質數。也就是沒有任何可右截短質數在截短後會變成此數字，例如53為限制可右截短質數，因為前二位數為53的三位數都是合數，而719是可右截短質數，但7193也是質數，因此719不是限制可右截短質數。
十進制下，有27個限制可右截短質數，以下是完整列表：
53, 317, 599, 797, 2393, 3793, 3797, 7331, 23333, 23339, 31193, 31379, 37397, 73331, 373393, 593993, 719333, 739397, 739399, 2399333, 7393931, 7393933, 23399339, 29399999, 37337999, 59393339, 73939133（OEIS數列A239747）
十進制下，有15個數字既是可右截短質數也是可左截短質數，以下是完整列表：
2, 3, 5, 7, 23, 37, 53, 73, 313, 317, 373, 797, 3137, 3797, 739397 （OEIS數列A020994）
若一個可左截短質數，其左側不論加什麼數字都不會是質數，則稱為限制可左截短質數。也就是沒有任何可左截短質數在截短後會變成此數字。例如7937為限制可左截短質數，因為末四位數為7937的五位數都是合數，而3797是可左截短質數，但33797也是質數，因此3797不是限制可左截短質數。
去掉尋常解2和5（一位數以上，個位數為2或5的數必定不是質數），有1440個限制可左截短質數：
773, 3373, 3947, 4643, 5113, 6397, 6967, 7937, 15647, 16823, 24373, 33547, 34337, 37643, 56983, 57853, 59743, 62383, 63347, 63617, 69337, 72467, 72617, 75653, 76367, 87643, 92683, 97883, 98317, 121997, 124337, 163853, 213613, 236653 ... （OEIS數列A055521）
一個數是否是質數和其進位制無關，但可截短質數會針對特定的進位制定義。有一種變體的定義是一次去除2位數或更多位數，在數學上等於使用100進制或是其他10的冪的進制，但有一限制：在10n進制的每一位數需大於或等於10n−1，因此截短過程中不會出現該數字最高位數為零的情形。
萊斯里·E·卡德（Leslie E. Card）在《娛樂數學期刊》中早期的內容中提到一個主題，類似可右截短質數，是將一位數字（不一定是質數）的右側依序加上數字，其結果都要是質數，這類的數稱為「雪球質數」（snowball primes）。
在1969年11月《數學雜誌》中，有二位共同作者（John E. Walstrom和Murray Berg）https://www.jstor.org/stable/2688696 提到了可截短質數，他們用的名稱是「質質數」（prime prime）。